# Wellfleet Communications
Wellfleet Communications war ein bedeutender US-amerikanischer Netzwerkausrüster. 
Gegründet wurde die Firma 1986 in Bedford (Massachusetts) von Paul Severino, Bill Seifert, Steven Willis and David Rowe. Die Firma zog später nach Billerica um und war 1992 und 1993 eines der am stärksten wachsenden amerikanischen Technologieunternehmen. Wellfleet stellte hauptsächlich Netzwerkequipment wie Router her. 1994 fusionierte sie mit der kalifornischen Netzwerkfirma SynOptics Communications zu Bay Networks.